# Ếch zaparo
Ếch zaparo, tên khoa học Allobates zaparo, là một loài ếch thuộc họ Aromobatidae. Loài này có ở Ecuador và Peru.
Môi trường sống tự nhiên của chúng là rừng ẩm vùng đất thấp nhiệt đới hoặc cận nhiệt đới và sông ngòi.